# NDUFA13
NDUFA13 (англ. NADH:ubiquinone oxidoreductase subunit A13) – білок, який кодується однойменним геном, розташованим у людей на короткому плечі 19-ї хромосоми. Довжина поліпептидного ланцюга білка становить 144 амінокислот, а молекулярна маса — 16 698.
| 10         |  | 20         |  | 30         |  | 40         |  | 50         |
| ---------- |  | ---------- |  | ---------- |  | ---------- |  | ---------- |
| MAASKVKQDM |  | PPPGGYGPID |  | YKRNLPRRGL |  | SGYSMLAIGI |  | GTLIYGHWSI |
| MKWNRERRRL |  | QIEDFEARIA |  | LLPLLQAETD |  | RRTLQMLREN |  | LEEEAIIMKD |
| VPDWKVGESV |  | FHTTRWVPPL |  | IGELYGLRTT |  | EEALHASHGF |  | MWYT       |

A: Аланін

D: Аспарагінова кислота

E: Глутамінова кислота

F: Фенілаланін

G: Гліцин

H: Гістидин

I: Ізолейцин

K: Лізин

L: Лейцин

M: Метіонін

N: Аспарагін

P: Пролін

Q: Глутамін

R: Аргінін

S: Серин

T: Треонін

V: Валін

W: Триптофан

Задіяний у таких біологічних процесах, як апоптоз, транспорт, транспорт електронів, дихальний ланцюг, ацетилювання, альтернативний сплайсинг. 
Локалізований у ядрі, мембрані, мітохондрії, внутрішній мембрані мітохондрії.